# Castles II
Castles II (стилизовано как CÅSTLES II) — одиннадцатый мини-альбом американского рэпера Lil Peep совместно с Lil Tracy. Он был выпущен 6 февраля 2017 года. Продюсерами мини-альбома выступили Bighead, Charlie Shufler, Lederrick и Yung Cortex.
Альбом является продолжением Castles 2016 года.

## История
На обложке мини-альбома используется шрифт с игры стратегии в реальном времени 1992 года Castles II: Siege and Conquest.

## Список треков
Информация взята из Genius.
| №                   | Название                 | Автор(ы)              | Продюсеры                | Длительность |
| ------------------- | ------------------------ | --------------------- | ------------------------ | ------------ |
| 1.                  | «Never Eat, Never Sleep» | Густав Ар Джаз Батлер | Bighead                  | 2:18         |
| 2.                  | «Dying Out West»         | Ар Батлер             | Charlie Shuffler         | 2:30         |
| 3.                  | «Witchblades»            | Ар Батлер             | Bighead Yung Cortex      | 2:30         |
| 4.                  | «Past The Castle Walls»  | Ар Батлер             | Shuffler                 | 2:48         |
| 5.                  | «Your Favorite Dress»    | Ар Батлер             | Butler Bighead Lederrick | 2:57         |
| Общая длительность: | Общая длительность:      | Общая длительность:   | Общая длительность:      | 13:03        |